# Kabyé (popolo)
I kabyé (o kabye o kabyie) sono il secondo gruppo etnico del Togo (12% della popolazione). Sono originari della regione di Kara, nel nord del Togo, dove si dedicano all'agricoltura; dopo l'indipendenza, molti di loro sono migrati verso il sud del paese in cerca di lavoro. Per motivi storici, sono impiegati soprattutto nell'esercito e nella polizia. All'etnia Kabyé appartiene la famiglia Gnassimbè, che governa il Togo dagli anni 60.
I kabyé parlano la lingua omonima, appartenente al gruppo delle lingue gur. Sono tradizionalmente dediti all'agricoltura e alla caccia.